# Piper schlechtendalii
Piper schlechtendalii är en pepparväxtart som beskrevs av Ernst Gottlieb von Steudel. Piper schlechtendalii ingår i släktet Piper och familjen pepparväxter. Inga underarter finns listade i Catalogue of Life.